# Queso en salsa

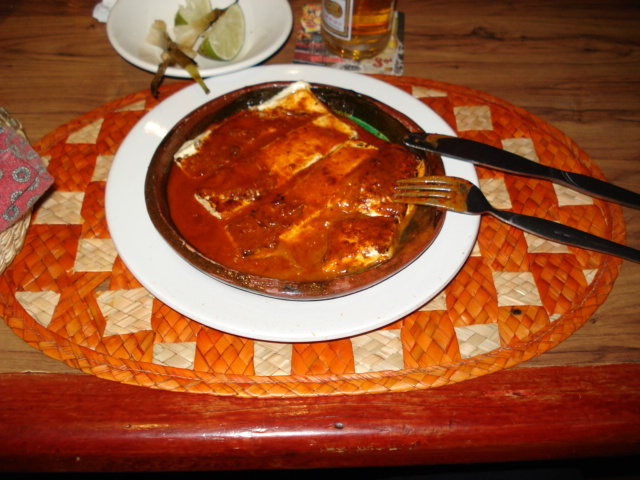
Queso en salsa chipotle

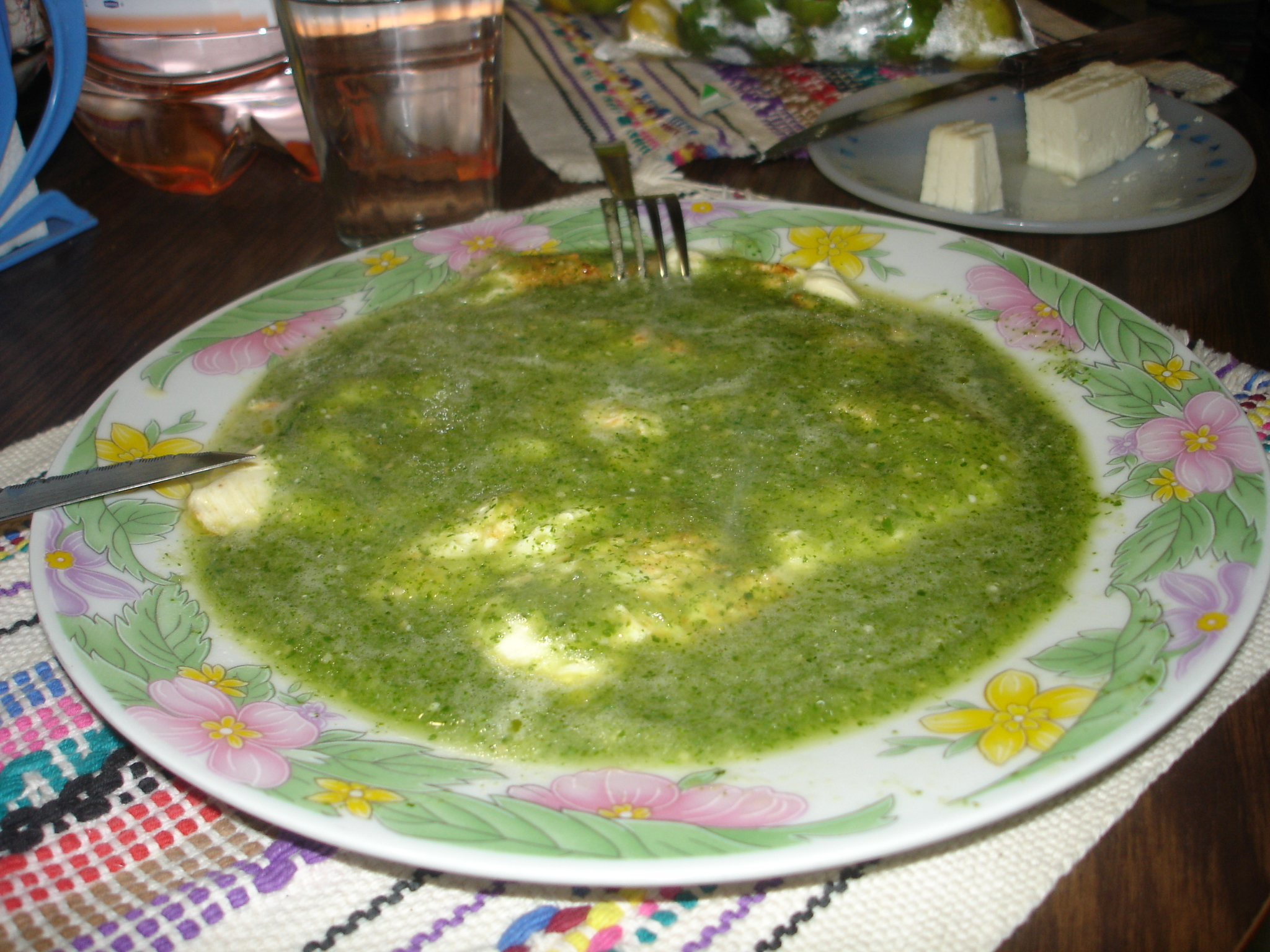
Quesillo en salsa verde

El queso en salsa o queso con chile es un plato típico de la cocina mexicana. Consiste en queso de leche de vaca sumergida en una salsa picante suave. Puede haber variaciones en el tipo de queso se utiliza para hacer este plato, pero los quesos a menudo seleccionados son ranchero, Cotija, panela y Oaxaca. La salsa se hace con tomates rojos o verdes, que son asados con cebolla, el ajo y chiles hasta que estén dorados, todo mezclado y hervido en agua, y puede ser sazonado con hojas de cilantro. El queso se añade después de que el hervido se ha apagado. Para una salsa con tomates rojos, los chiles preferidos son chipotle, pasilla o guajillo.